# 宋建业
宋建业（1957年1月—）湖南常德人，新疆生产建设兵团副司令员。

## 生平
1975年5月加入中国共产党，1975年8月参加工作，政工师。1975年8月到1979年2月，历任新疆生产建设兵团农五师八十九团良种连工人、班长、连长。1979年2月到1983年8月，任农五师八十九团政治处干事、团委副书记。1983年8月到1987年8月，任农五师八十九团组织干部科科长（其间，1985年9月到1986年7月在中共新疆维吾尔自治区党委党校培训班学习）。1987年8月到1988年2月，任农五师八十九团政治处副主任。1988年2月到1991年3月，任农五师八十九团党委常委、副政委。1991年3月到1993年12月，任农五师八十九团党委书记、政委。1993年12月到1997年12月，任农五师党委常委、副政委兼政法委书记（1993年8月到1995年12月在中共中央党校经济管理专业学习；1994年7月到1997年1月在中共中央党校经济管理专业学习；获得中共中央党校研究生学历。1994年9月到1995年7月在中共中央党校中青班学习）。1997年12月到2001年1月，任农二师党委副书记、师长。2001年1月到2005年12月，任农二师党委书记、政委，中共巴音郭楞蒙古自治州党委常委（其间，2003年3月到2003年6月在中共中央党校进修班学习）。
2005年12月到2008年5月，任新疆生产建设兵团党委常委，兵团党委、兵团秘书长。2008年5月起，任新疆生产建设兵团党委常委、副司令员，中国新建集团公司副总经理，兵团党委、兵团秘书长。